# 丹尼爾·巴雷拉·德皮納
丹尼爾·大衛·巴雷拉·德·皮納（葡萄牙語：Daniel David Varela de Pina，1996年8月7日—），佛得角業餘拳擊手。他參加了2020年夏季奧運會的男子拳擊蠅量級比賽。在2024年奧運會他再次參賽成為該屆蠅量級拳擊銅牌，成為維得角史上第一位奧運獎牌得主。

## 外部連結
- 丹尼爾·巴雷拉·德皮納在Olympedia（英语）